# Uglegorsk (Sachalin)
Uglegorsk (ros. Углего́рск) – miasto w Rosji, w obwodzie sachalińskim. W 2010 roku liczyło 10 381 mieszkańców.